# Аварський музично-драматичний театр імені Гамзата Цадаси
Аварський музично-драматичний театр імені Гамзата Цадаси (ав. ЦӀадаса ХӀамзатил цӀаралда бугеб музыкалиябгун-драмаялъул Авар театр) — державний аварський театр, розташований у місті Махачкала — столиці Республіки Дагестан. Будівля театру охороняється як об'єкт культурної спадщини Росії регіонального значення.
Розташований на вулиці Пушкіна, 1.

## Історія театру

### Перші кроки
Заснований у 1935 році в селі Хунзах Хунзахського району Дагестанської АРСР. Ініціатором створення був А. Магаєв, а першими керівниками та режисерами театру стали А. А. Магаєв, П. Шияновський, О. Артемов.
У 1943 році театр перевели до міста Буйнакськ, де у 1951 році йому було присвоєно ім'я народного поета Дагестану Г. Г. Цадаси.
У 1960 брав участь у Дагестанській декаді у Москві зі спектаклем «Горянка» Р. Гамзатова, а 1961 перетворений на музично-драматичний театр.
У 1968 переведений до Махачкали.

### У різний час колектив очолювали
- режисери: Ст. Джапарідзе, Ст. Барукаєв, Е. Асланов та ін.,
- спектаклі оформляли: А. Архангельський, Д. Давидов, О. Осипенко,
- грали: Зейнаб Набієва, М. Абдулхаліков, П. Хірзоєва, А. Курбанова, Б. Інусилов, А. Мамаєва, С. Меджидова, А. Махаєв, М-І. Багдулов, І. -Г. Такієв.

### У різні роки директорами театру працювали
Щорічно гастролює в Каспійську, Кизилюрті, Буйнакську, Хасав'юрті та 18 районах республіки.

## Призи та нагороди
- Лауреат Державної премії Республіки Дагестан імені Гамзата Цадаси.
- Відзначений дипломами Міністерства культури РРФСР.
- Диплом та почесний статус «Національне надбання Росії-2010».

## Репертуар
- «Пращур» (автор — Шапі Казієв)[4].
- «З любов'ю до жінок!»
- «Міжнародний день рідної мови»
- «Недоспівана пісня» (автори — А. А. Загалов та Х. Абдулгапуров)[5].
- «Уроки виховання» (автор — М. М. Ісаєва).
- «У чому моя провина?» (Автор — Б. Турай)[6].
- «Єдиний спадкоємець» (автор — Жан Франсуа Реньяр)[7].
- «Дурепа» (автор І. І. Тануніна)
- «Аршин малий алан»
- «Алі з гір»
- «Біля вогнища наших пращурів»
- «Зяті» та ін.